# Miroslava Ritskiavitchius
Miroslava „Miro“ Ritskiavitchius (litauisch Miroslava Trainovskaja-Rickevičienė; * 23. Februar 1964 in Nemenčinė, Litauische SSR) ist eine deutsche Handballspielerin litauischer Herkunft.

## Leben
In Deutschland begann Ritskiavitchius ihre Karriere beim TV Lützellinden. Mitte der 1990er Jahre erhielt die litauische Nationalspielerin die deutsche Staatsbürgerschaft. Sie wechselte für ein Jahr zum HC Leipzig und danach wieder für Lützellinden zu spielen. Nach dem Konkurs der Mittelhessen wechselte sie für ein Jahr zum TV Mainzlar. 2006 beendete sie dort ihre professionelle Karriere.
Von Januar 2011 bis Februar 2014 spielte Ritskiavitchius in der Bezirksoberliga für die ESG Crumstadt/Goddelau. Danach wechselte sie zum akut abstiegsbedrohten Zweitligisten TSG Ober-Eschbach.

## Erfolge
- Bronzemedaille mit Deutschland bei der Handballweltmeisterschaft 1997
- 5. Platz mit Deutschland bei der Handballweltmeisterschaft 1995
- 4. Platz mit Deutschland bei der Handballeuropameisterschaft 1996
- 6. Platz mit Deutschland bei den Olympischen Sommerspielen 1996 in Atlanta[5]
- Deutscher Meister mit dem TV Lützellinden 1997, 2000 und 2001